# Douglas Engelbart
Douglas Carl Engelbart, né le 30 janvier 1925 et mort le 2 juillet 2013,, est un ingénieur américain, un inventeur et un pionnier de l'informatique.
Il est célèbre pour avoir inventé la souris, pour ses travaux sur le développement de l'interface homme machine et pour avoir aidé à développer l'hypertexte, les réseaux informatiques et les premières interfaces graphiques.

## Biographie

### Études
Douglas Engelbart est né à Portland dans l'Oregon aux États-Unis le 30 janvier 1925. Il étudie à l'université de l'Oregon à la fin de la Seconde Guerre mondiale, puis est opérateur radar dans la Navy pendant deux ans.
Il retourne ensuite à l'université pour terminer sa licence en ingénierie électrique en 1948, avant de poursuivre sur un diplôme d'ingénieur en 1952 à l’université de Californie à Berkeley. Il termine ses études par un doctorat (PhD) d'ingénierie électrique et informatique en 1955 dans cette même université. Il participe au projet d'Ordinateur digital de Californie, le CALDIC (en). Pendant ses études, il est membre de la fraternité Sigma Phi Epsilon (en).

### Carrière
Douglas Engelbart devient ensuite chercheur au Stanford Research Institute (SRI) à Menlo Park. Ses brevets lui permettent d'obtenir une subvention de l'ARPA (Advanced Research Projects Agency) pour ses recherches sur l'augmentation de l'intelligence humaine (Augmenting Human Intellect). Cela lui permet de recruter une équipe pour son centre de recherche Augmentation Research Center (en) (ARC) au sein de laquelle il développe le On-Line System, la souris, l'hypertexte et les premières interfaces graphiques.

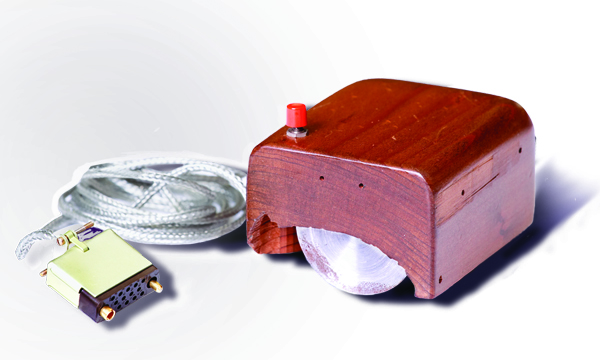
Le prototype de souris de Doug Engelbart présenté en décembre 1968.

Engelbart dépose une demande de brevet américain pour sa souris le 21 juin 1967, qu'il obtient le 17 novembre 1970 (US Patent N° 3541541A). Celle-ci n'est encore qu'une simple boîte en bois contenant deux roues en métal et un seul bouton, invention développée avec son ingénieur principal Bill English, peu avant 1965.
Dans la demande de brevet, l'invention est décrite comme un « indicateur de position XY pour un système d'affichage ». Engelbart a révélé plus tard qu'il l'avait surnommée « la souris » par analogie avec la queue d'une souris. Son groupe a également qualifié le curseur à l'écran de bug, mais ce terme n'a pas été adopté.
Le 9 décembre 1968, il réalise la démonstration The Mother of All Demos qui présente au public la première souris informatique, ainsi que la métaphore du bureau, la visioconférence, la téléconférence, le courrier électronique et le système hypertexte. Elle est considérée comme la toute première keynote de l'histoire.
Quelques années plus tard, le SRI accorde une licence pour cette souris à Apple, pour une somme avoisinant les 40 000 $, cependant il n'a jamais reçu de redevances pour cette invention.
Comme ses recherches sur la collaboration en ligne et les interfaces homme-machine ont été financées par l'ARPA, l'ARC est chargé de créer ARPANET, un des précurseurs d'Internet. Le 29 octobre 1969, le réseau est mis en place entre le laboratoire Leonard Kleinrock et celui d'Engelbart. Les universités de Santa Barbara et de l'Utah s'ajoutèrent au réseau le 5 décembre 1969.
L'ARC devient ainsi le premier serveur DNS, en plus d'être le gestionnaire des connexions de l'ARPANET.
Engelbart passe dans une relative obscurité après 1976, en raison de problèmes divers et de malentendus. Plusieurs des meilleurs chercheurs d'Engelbart le laissent tomber et quittent son organisation pour rejoindre le centre de recherche Xerox de Palo Alto, par frustration et à cause de divergences de points de vue sur l'avenir de l'informatique.
À la suite de l'Amendement Mansfield (en), à la fin de la guerre du Viêt Nam et à la fin du programme Apollo, le financement de l'ARC par l'ARPA et la NASA est considérablement réduit. La direction de SRI remplace ensuite Engelbart par Bertram Raphael, un chercheur en intelligence artificielle, qui fit transférer l'ARC à la compagnie Tymshare.
Il est progressivement mis à l'écart, voyant ses demandes d'investissement refusées, avant de démissionner en 1986[citation nécessaire].
En 1988, il crée le Doug Engelbart Institute avec sa fille Christina, et anime des séminaires à l'université Stanford de 1989 à 2000.
Douglas Engelbart a déposé un total de 21 brevets.

## Engelbart et le travail collaboratif
Engelbart avait un objectif de recherche; il voulait "augmenter l'intellect humain" à l'aide des ordinateurs. Il souhaitait augmenter l'intelligence collective et permettre aux travailleurs de la connaissance d'utiliser les ordinateurs afin de trouver de nouvelle manières de réfléchir et de travailler collectivement à résoudre les problèmes globaux.
Dans la démonstration du prototype de son ordinateur en 1968, nous trouvons des documents collaboratifs (deux pointeurs de souris), de la visio-conférence et des liens hypertextes.
Dans ce contexte collaboratif, son idée est que le pointeur ne reflète pas l'interrogation "où suis-je sur l'écran".  Il indiquerait plutôt :  "sur quelle partie du document travaille mon collaborateur".
Le système d'Engelbart ne peut pas se comparer à l'ordinateur personnel. L'ordinateur d'Engelbart était par nature un outil collaboratif.

## Honneurs
- 1992 : Pioneer Award[13], de l'Electronic Frontier Foundation
- 1995 : Yuri Rubinsky Memorial Award
- 1997 : prix Lemelson-MIT (500 000 $ US)
- 1997 : prix Turing
- 1998 : CHI Lifetime Achievement Award, par l'ACM SIGCHI
- 1998 : intronisé dans le National Inventors Hall of Fame[14]
- 1998 : The Franklin Institute's Certificate of Merit et Benjamin Franklin Medal
- 1999 : médaille John von Neumann[15]
- 2000 : National Medal of Technology
- 2001 : British Computer Society's Lovelace Medal
- 2002 : membre de la CHI Academy, de l'ACM SIGCHI
- 2005 : Fellow of the Computer History Museum
- 2005 : Norbert Wiener Award
- 2009 : NMC Fellow for his lifetime of achievements, par le New Media Consortium (en)
- 2011 : doctorat honorifique de l'université Yale
- 2011 : intronisé dans l'Artificial Intelligence's Hall of Fame du périodique IEEE Intelligent Systems
- 2014 : intronisé dans le Temple de la renommée d'Internet